# Vim vi defendere omnes leges omniaque iura permittut
Vim vi defendere omnes leges omniaque iura permittunt (pol. Wszystkie ustawy i wszystkie prawa pozwalają bronić się przed siłą przy pomocy siły) – paremia prawnicza sformułowana przez rzymskiego jurystę Paulusa, która traktuje o pomocy własnej o charakterze defensywnym, czyli tzw. obronie koniecznej. Jest to najbardziej ogólne sformułowanie możliwości zaistnienia obrony koniecznej, którą trzeba stosować wyłącznie dla ochrony.